# 楔前部
楔前部（せつぜんぶ、英: Precuneus）は、大脳の内側面にある脳回のひとつ。頭頂葉内側面の後方に位置する脳回で、縁溝と頭頂後頭溝と頭頂下溝とで囲まれた領域を指す。楔部の前上方、帯状回の上方、中心傍小葉の後方、に位置している。文献の著者によっては、楔前部は大脳辺縁系の一部とされることもある。この領域には感覚情報を基にした自身の身体のマップがあると考えられている。

## 画像

楔前部の位置。赤く塗られている所が左大脳半球の楔前部。楔前部は大脳の内側面にある。
ヒト脳の正中矢状断。ピンク色の所の右半分ほどが楔前部（ピンク色の所全体は頭頂葉）

### 関連する脳溝

頭頂後頭溝。楔前部の後方の境界を定める。
頭頂下溝。楔前部の下方の境界を定める。
縁溝。楔前部の前方の境界を定める。

## 機能
自己についての心的イメージは楔前部の全部に位置しており、後部はエピソード記憶に関与している。別の領域は視空間画像に関連する。
楔前部はまた、痒みの様々な感覚と、その脳の処理の役割を果たす。「痒みの際に楔前部が何をしているのか正確に特定することはまだできないが、痛みでなく痒みによって独特に活性化される」とする。

### 自己
脳機能イメージングは、楔前部を、他人の評価と比較して自分自身の性格特性を評価する内省的自己認識などの自己意識に関わるプロセスと関連付けている。 
楔前部の前部への電気刺激は体外離脱を誘発する可能性がある。

### 記憶
人が口頭での質問に対して、画像を見て空間の詳細について覚えていることに基づき応答しようとするときなど、記憶作業に関与する。自己に関する過去のエピソードを含むエピソード記憶の想起において、左側の前頭葉に関与する。また左下の前頭葉とともに、情報源記憶（source memory, 記憶における情報源のあった状況が呼び戻される部位）にも関与する。この役割は、前頭葉が正しい情報の選択ために使用する、エピソードに富んだ文脈への関連付けを楔前部が提供することと仮定されている。過去の記憶の想起において、海馬を助ける文脈情報が存在するかどうか、楔前部が識別していると仮定されている (要出典)。あるいは、親密度を判断する際の処理が適切であるかどうか、知覚的特徴の方がより有用になるかどうかを決定するため、楔前部が様々な関与をしている。このように、注意、エピソード記憶の想起、作業記憶、意識的な知覚などのさまざまなプロセスに楔前部が関与する。

### 視覚空間
人が動く際、またそれをイメージしたりの準備段階の両方で、空間に注意を向けることに関与すると示唆される。運動イメージと運動目標間の注意の移動に関与する。異なる空間的位置に注意を移す必要がある、運動調節 (motor coordination)にも関与する。それはまた、視空間的精神的操作（あみだくじゲームの変形など）に関与する背側運動前野と一緒である。運動前野が精神的な操作に従事している間、楔前部は内部に表現された視覚的なイメージの観点からその操作の成功を監視するのを助けることが示唆されている。
心的イメージにおける楔前部の役割は、他の人の見方をモデル化することにまで及ぶことが示唆される。これは、人が一人称視点ではなく三人称視点をとるときにアクティブになる。上前頭回および眼窩前頭皮質とともに、楔前部は、人々が共感と許しから行動すべきかの理解を必要とする判断を下す際に活性化される。

### 執行機能
楔前部は、衝動の制御に関与すると考えられている。

### 意識
帯状回後部とともに楔前部が、「意識的な情報処理にとって極めて重要」と示唆される。この意識との関連性の証拠は、てんかん、脳障害、遷延性意識障害 (いわゆる植物状態) における意識の混乱の影響から得られる。また、脳のグルコース代謝は、覚醒時にこれら 2 つの領域で最も高くなるが、麻酔中はこれらの領域で最も低下する。さらに、徐波睡眠 (Slow-wave sleep)やレム睡眠中に最も活性化されない脳の領域の 1 つである。
前頭前野と共に楔前部は、サブリミナル（したがって意識に入らない）よりも、サブリミナル（したがって意識に入ってくる）の時、短時間フラッシュされた単語を学習する際により活性化される。

### デフォルトネットワーク
楔前部は、人々が意識的な感覚活動や運動活動を行なっていない「安静時に」活性化される、デフォルト・モード・ネットワークの「コアノード」または「ハブ」であると示唆されている。デフォルトネットワークへの楔前部の関与は、自己意識におけるデフォルトネットワークの役割の根底にあることが示唆される。ただし、デフォルトネットワークへの楔前部の関与は、疑問視されてもいる。疑問提示した著者の一人は、「この点に関する発見は、予備的なものと扱われるべき」と述べた。2012年のその後の研究では、腹側楔前部のみがデフォルトネットワークに関与していることが示された。

### 前頭葉と頭頂葉 (Parietal prefrontal) の中央ハブ
オラフ・スポーンズとエド・ブルモアは、楔前部の機能について、頭頂部と前頭前野の間の中心的でよく接続された「小さな世界のネットワーク」ハブとしての役割に関連していると提案した。
これらのクラスターまたはモジュールといった存在は、特殊なハブ領域によって相互リンクされており、ネットワーク全体のパス長が確実に短くなる。ほとんどの研究では、頭頂葉と前頭葉の間にハブが存在することが特定されており、多くの認知機能によるそれらの活性化が十分に立証されている。特に注目すべきは楔前部の顕著な構造的役割で、マカクの高度に結合した後内側皮質 (posteromedial cortex) と相当する領域である。楔前部は自己言及処理、イメージ、記憶に関与しており、その不活性化は麻酔による意識喪失に関連する。興味深い仮説は、これらの機能的側面が皮質ネットワークにおける中心性の高さに基づいて説明できることを示唆する。